# Lydia Funke
Lydia Funke (* 13. November 1982 in Naumburg) ist eine rechtsextreme deutsche Politikerin (AfD). Sie gehörte von 2016 bis 2021 dem Landtag von Sachsen-Anhalt an.

## Leben
Sie wuchs in Laucha auf und absolvierte von 2002 bis 2005 eine Ausbildung zur Bankkauffrau. Ab 2008 studierte Funke an der Universität Halle und schloss ihr Studium 2015 mit einem Master of Science im Management natürlicher Ressourcen ab.

## Politik
Bei der Landtagswahl in Sachsen-Anhalt 2016 zog sie in den Landtag von Sachsen-Anhalt ein. Funke ist Mitglied des Kreisvorstandes der AfD Burgenlandkreis und Stadträtin der Stadt Nebra. Funke unterlag als Direktkandidatin im Wahlkreis Naumburg (Wahlkreis 42) Daniel Sturm. Sie ist Mitglied des Landesvorstandes der AfD Sachsen-Anhalt. Im März 2025 wurde bekannt, dass sie als Referentin im Umweltministerium des Freistaates Thüringen unter Tilo Kummer (BSW) tätig ist. Sie arbeitet im Bereich Artenschutz und ist u. a. für invasive Arten zuständig.

## Politische Positionen
Lyda Funke gehört zu den Erstunterzeichnern der Erfurter Resolution, dem Positionspapier des rechtsextremen Flügels der AfD, der seit 2019 von den Verfassungsschutzbehörden beobachtet wird.
In einem Interview mit dem ZDF-Magazin Frontal 21 wurde Funke gefragt, wie ihre Partei den im Wahlprogramm für die Landtagswahl geforderten größeren Abstand zwischen Lohn und Sozialleistungen realisieren wolle. Auf die Frage, ob hierfür der Mindestlohn angehoben oder das Arbeitslosengeld II („Hartz IV“) gekürzt werden solle, befürwortete Funke die „Absenkung von Hartz IV logischerweise, um die Menschen wieder zu fordern, dass sie in Arbeit gehen“.
Auf einer Demonstration sagte Funke über straffällig gewordene Ausländer: „Wir werden nicht prüfen, ob straffällig gewordene Ausländer ausgewiesen werden, sondern wir schmeißen sie raus.“
Funke bezeichnete politische Gegner im Wahlkampf als „vaterlandslose Gesellen“.

## Audio
- Warum fast jeder Zweite in Nebra die AfD gewählt hat., 4.32 Minuten (1/2 Jahr online), Deutschlandfunk, 17. März 2016, von Christoph D. Richter, Textversion: Unterwegs im AfD-Land Ein Denkzettel soll es sein